# Temuera Morrison
Temuera Derek Morrison, MNZM (Rotorua, 26 de dezembro de 1960) é um ator neozelandês. Um dos atores mais famosos do seu país por papéis como o abusivo Jake Heke em O Amor e a Fúria, e o caçador de recompensas Jango Fett na aclamada série Star Wars. Ele dublou Boba Fett na edição especial de Star Wars Episódio V: O Império Contra-Ataca em 2004. Morrison também interpretou Abin Sur em Lanterna Verde. Interpretou também o papel de doctory Ulpius, na série Spartacus Gods of the Arena.

## Biografia
Morrison nasceu na cidade de Rotorua, na Ilha do Norte da Nova Zelândia. Ele é filho de Hana Morrison (nascida Stafford) e da música Laurie Morrison. Ele é de ascendência maori, escocesa e irlandesa. Sua irmã era a intérprete Taini Morrison e seu tio era o músico Sir Howard Morrison. Sua educação secundária ocorreu no Wesley College, em Auckland, e na Western Heights High School, em Rotorua.

## Carreira
Seu primeiro papel foi Rangi no filme de Rangi's Catch (1973). Ele se formou em teatro pelo Esquema de Treinamento em Artes Cênicas Especiais da Nova Zelândia Um de seus primeiros papéis principais foi no filme Never Say Die, de 1988, ao lado de Lisa Eilbacher. Depois disso, ele interpretou o Dr. Hone Ropata na novela Shortland Street de 1992–1995; ele foi imortalizado quando outro personagem o repreendeu com a frase "Você não está na Guatemala agora, Dr. Ropata!"
Em 1994, ele recebeu atenção por seu papel como o violento e abusivo marido maori Jake "The Muss" Heke em Once Were Warriors, uma adaptação cinematográfica do romance de Alan Duff de mesmo nome. O filme se tornou o título local de maior sucesso lançado na Nova Zelândia e vendido para muitos países no exterior. O papel lhe rendeu aclamação internacional e ele recebeu o prêmio de melhor desempenho masculino em papel dramático no New Zealand Film and Television Awards de 1994. Ele reprisou o papel na sequência, What Becomes of the Broken Hearted , pelo qual recebeu o prêmio de Melhor Ator do New Zealand Film Awards. Apesar da aclamação que recebeu por sua atuação, Morrison disse em 2010 que se sentiu estigmatizado pelo papel, a ponto de ser "uma pedra em volta do meu pescoço".
Ele apareceu em papéis coadjuvantes em Speed 2: Cruise Control (1997) e The Beautiful Country (2004). Em 2005, Morrison tornou-se o apresentador do talk show The Tem Show na televisão da Nova Zelândia.
Nas homenagens de aniversário da Rainha de 1996, Morrison foi nomeado membro da Ordem de Mérito da Nova Zelândia por seus serviços teatrais.
Ele começou a escrever uma autobiografia em 2009, que esperava inspirar outros a "alcançar as estrelas".
Ele lançou seu álbum de estreia, Tem, pela Sony Music Entertainment NZ no final de novembro de 2014. O álbum consiste em covers de músicas que seu pai e tio Sir Howard Morrison costumavam tocar em locais locais quando ele era criança.

### Star Wars
Morrison apareceu como o caçador de recompensas Jango Fett em Star Wars: Episódio II - Ataque dos Clones (2002). Parte do enredo do filme envolve um exército de clones criados com o DNA de Jango; Morrison também forneceu a dublagem para os clones. Ele reapareceu como uma série de clones em Star Wars: Episódio III - A Vingança dos Sith (2005), e regravou as falas do personagem Boba Fett (o "filho" de Jango e outro clone) nos relançamentos em DVD de 2004 do Star original Trilogia de guerras, substituindo a voz de Jason Wingreen.
Desde então, ele retratou Jango Fett e seus clones em vários videogames de Star Wars, todos produzidos pela LucasArts. Ele interpretou o comando clone "Boss" em Star Wars: Republic Commando (2005), dublou todos os soldados em Star Wars: Battlefront (2004) e dublou Jango e Boba Fett em sua sequência, Battlefront II (2005). Morrison reprisou seu papel como Jango em Star Wars: Bounty Hunter (2002), um jogo centrado no personagem, e LEGO Star Wars: The Video Game (2005), junto com seus clones, mas não foi creditado neste último. Ele também fez a voz de Boba no jogo Star Wars: Empire at War (2006) e Star Wars Battlefront (2015) e Battlefront II (2017) da DICE, este último produzido pela EA.
Morrison retratou fisicamente Boba Fett pela primeira vez na segunda temporada de The Mandalorian (2020).  No show, Morrison retrata uma versão envelhecida e desgastada do personagem. O Fett de Morrison tem cicatrizes pesadas no rosto e usa vestes escuras antes de recuperar e restaurar sua armadura. Morrison diz que com a aparência desgastada fisicamente, ele ajustou sua voz para ficar mais rouca, como se as cordas vocais de Boba Fett tivessem sido afetadas por seus traumas anteriores. Com o papel, Morrison também foi capaz de trazer um pouco de sua própria cultura Maori para o retrato de Fett. Em uma entrevista ao The New York Times, ele disse que "queria trazer esse tipo de espírito e energia, que chamamos de Wailua, para o papel"  e usou essa influência em suas cenas de luta na tela, tanto no combate corpo a corpo quanto no manejo de armas, ele também irá ganhar sua série solo na Disney+ intitulada de O Livro de Boba Fett que estreou em Dezembro de 2021.

### Outros papéis
Morrison voltou para Shortland Street por seis semanas entre junho e julho de 2008 para repetir o papel do Dr. Hone Ropata.
Em 2008, Morrison também apareceu no programa de televisão de comédia de esquete da Nova Zelândia Pulp Sport, onde apareceu em um esboço que ridicularizava sua clonagem.
Morrison apareceu em dois filmes separados relacionados à DC Comics. O primeiro, retratando Abin Sur no filme Lanterna Verde de (2011).  Em 2018, ele entrou para o Universo Estendido DC interpretando o faroleiro e pai de Arthur, Tom Curry, em Aquaman (2018) e reprisará seu papel em Aquaman and the Lost Kingdom (2023).

## Vida pessoal
Morrison mora na Nova Zelândia e divide seu tempo entre as filmagens lá, na Austrália e nos Estados Unidos. Ele tem um filho adulto, James, de um relacionamento no final dos anos 1980 com a cantora Kim Willoughby do grupo feminino When the Cat's Away; e uma filha, Aiorangi, com Peata Melbourne. A parceira de Morrison por sete anos, Ashlee Howden-Sadlier, é 26 anos mais jovem e é descendente de Tūhoe e Ngāti Porou.

## Filmografia

### Filmes
| Ano  | Título                                          | Papel                          | Notas                           |
| ---- | ----------------------------------------------- | ------------------------------ | ------------------------------- |
| 1972 | Rangi's Catch                                   | Rangi                          |                                 |
| 1984 | Outras Metades                                  | Tony                           |                                 |
| 1988 | Never Say Die                                   | Alf Winters                    |                                 |
| 1988 | Mauri                                           | Jovem policial                 |                                 |
| 1990 | The Grasscutter                                 | Sargento Harris                | Filme de tv                     |
| 1994 | Once Were Warriors                              | Jake 'The Muss' Heke           |                                 |
| 1996 | Barb Wire                                       | Axel Hood                      |                                 |
| 1996 | The Island of Dr. Moreau                        | Azazello                       |                                 |
| 1996 | Broken English                                  | Manu                           |                                 |
| 1996 | Little White Lies                               | Tim                            | a.k.a. White Lies               |
| 1996 | Whipping Boy                                    | Jack                           | Filme de Tv                     |
| 1997 | Speed 2: Cruise Control                         | Primeiro Imediato Juliano      |                                 |
| 1998 | Six Days, Seven Nights                          | Jager                          |                                 |
| 1999 | What Becomes of the Brokenhearted               | Jake 'The Muss' Heke           | Sequência de Once Were Warriors |
| 1999 | From Dusk till Dawn 3: The Hangman's Daughter   | Mauricio, o carrasco           | Direto para o DVD               |
| 2000 | Vertical Limit                                  | Major Rasul                    |                                 |
| 2001 | Crooked Earth                                   | Will Bastion                   |                                 |
| 2001 | Ihaka: Instrumento Contundente                  | Tito Isaac                     | Filme de Tv                     |
| 2002 | Star Wars: Episódio II – Ataque dos Clones      | Jango Fett, Clone Tropper      |                                 |
| 2004 | The Beautiful Country                           | Snakehead                      |                                 |
| 2004 | Blueberry                                       | Runi                           | a.k.a. Renegade                 |
| 2004 | Star Wars: Episódio V – O Império Contra-Ataca  | Boba Fett (Voz)                | Voz; Versão em DVD              |
| 2005 | Star Wars: Episódio III – A Vingança dos Sith   | Comandante Cody, Clone Trooper |                                 |
| 2005 | River Queen                                     | Te Kai Po                      |                                 |
| 2005 | The Reluctant Hero                              | Narrador                       | Filme de TV; documentário       |
| 2008 | Rain of the Children                            | Rua Kenana                     | Documentário                    |
| 2009 | The Immortal Voyage of Captain Drake            | Don Sandovate                  | Filme de Tv                     |
| 2009 | Couples Retreat                                 | Briggs                         |                                 |
| 2009 | The Marine 2                                    | Damo                           | Direto para o DVD               |
| 2010 | Tracker                                         | Kereama                        |                                 |
| 2011 | Lanterna Verde                                  | Abin Sur                       |                                 |
| 2012 | O Escorpião Rei 3 - Batalha pela Redenção       | Rei Ramusan                    | Direto para o DVD               |
| 2012 | Fresh Meat                                      | Hemi Crane                     |                                 |
| 2013 | Monte Zion                                      | Pai                            |                                 |
| 2016 | Mahana (O Patriarca)                            | Avô Mahana                     |                                 |
| 2016 | Hard Target 2                                   | Madden                         | Direto para o DVD               |
| 2016 | Ficção Científica Volume Um: O Legado de Osiris | Warden Bourdain                |                                 |
| 2016 | Moana - Um Mar de Aventuras                     | Chefe Tui (Voz)                |                                 |
| 2016 | Dawn                                            | Wikkanak                       | Filme para TV                   |
| 2018 | Occupation                                      | Peter Bartlett                 |                                 |
| 2018 | Aquaman                                         | Thomas Curry                   |                                 |
| 2019 | The Brighton Miracle                            | Eddie Jones                    |                                 |
| 2019 | Dora e a Cidade Perdida                         | Powell                         |                                 |
| 2019 | Mosley                                          | Warfield (Voz)                 |                                 |
| 2021 | Occupation: Rainfall                            | Peter Bartlett                 |                                 |
| 2023 | The Flash                                       | Thomas Curry                   |                                 |
| 2023 | Aquaman and the Lost Kingdom                    | Thomas Curry                   |                                 |

### Televisão
| Ano              | Título                                 | Papel              | Notas                                                              |
| ---------------- | -------------------------------------- | ------------------ | ------------------------------------------------------------------ |
| 1986             | Seekers                                | Selwyn Broadhead   | 10 episódios                                                       |
| 1987             | Aventureiro                            | Maru               | 10 episódios                                                       |
| 1987-1990        | Gloss                                  | Sean               | Papel recorrente                                                   |
| 1990             | Shark in the Park                      | Mark / Mason       | Episódio: "Ten-Zero, Dingo"                                        |
| 1990-1995 e 2008 | Shortland Street                       | Dr. Hone Ropata    | Papel principal                                                    |
| 1995             | Nova Zelândia em Guerra                | Narrador           | Minissérie Documental                                              |
| 2001–2002        | Mataku                                 | Apresentador       |                                                                    |
| 2005             | The Tem Show                           | Apresentador       | Talk Show                                                          |
| 2006             | Bro'Town                               | Ele mesmo (Voz)    | Episódio: "Knew Me Before You Haunt Me"                            |
| 2011             | Spartacus: Deuses da Arena             | Doutorado          | Episódios: "Transgressões Passadas" e "Missão"                     |
| 2012             | Missing Christmas                      | Jack TePania (Voz) | Especial de Natal animado; precursor da série The Barefoot Bandits |
| 2013             | A Vida e os Tempos de Temuera Morrison | Ele Mesmo          | Minissérie documental                                              |
| 2014             | Happy Hour                             | Apresentador       |                                                                    |
| 2015             | The Barefoot Bandits                   | Jack TePania (Voz) | séries animada; papel principal 9 episódios                        |
| 2015             | Tatau                                  | Anaru Vaipiti      | Minisséries; papel principal                                       |
| 2016             | This Is Piki                           | Bill Mercer        |                                                                    |
| 2018             | Frontier                               | Te Rangi           |                                                                    |
| 2020             | O Mandaloriano                         | Boba Fett          | 4 episódios                                                        |
| 2021             | O Livro de Boba Fett                   | Boba Fett          | Papel Principal                                                    |

### Vídeos Games
| Ano  | Título                         | Papel                                                                    | Notas              |
| ---- | ------------------------------ | ------------------------------------------------------------------------ | ------------------ |
| 2002 | Star Wars: Bounty Hunter       | Jango Fett                                                               | Voz                |
| 2004 | Star Wars: Battlefront         | Infantaria da República / Oficial da República                           | Voz                |
| 2005 | Star Wars: Republic Commando   | RC-1138 "Delta 38"                                                       | Voz                |
| 2005 | LEGO Star Wars: The Video Game | Jango Fett / Clone Troopers                                              | Voz, não creditado |
| 2005 | Star Wars: Battlefront II      | Boba Fett/Jango Fett / Oficial da República 1 / Soldado Clone aposentado | Voz                |
| 2006 | Star Wars: Empire at War       | Boba Fett                                                                | Voz                |
| 2015 | Star Wars Battlefront          | Boba Fett                                                                | Voz                |
| 2017 | Star Wars Battlefront II       | Boba Fett                                                                | Voz                |